# Brentanobad
Das Brentanobad ist das größte Freibad in Frankfurt am Main und befindet sich im Stadtteil Rödelheim.

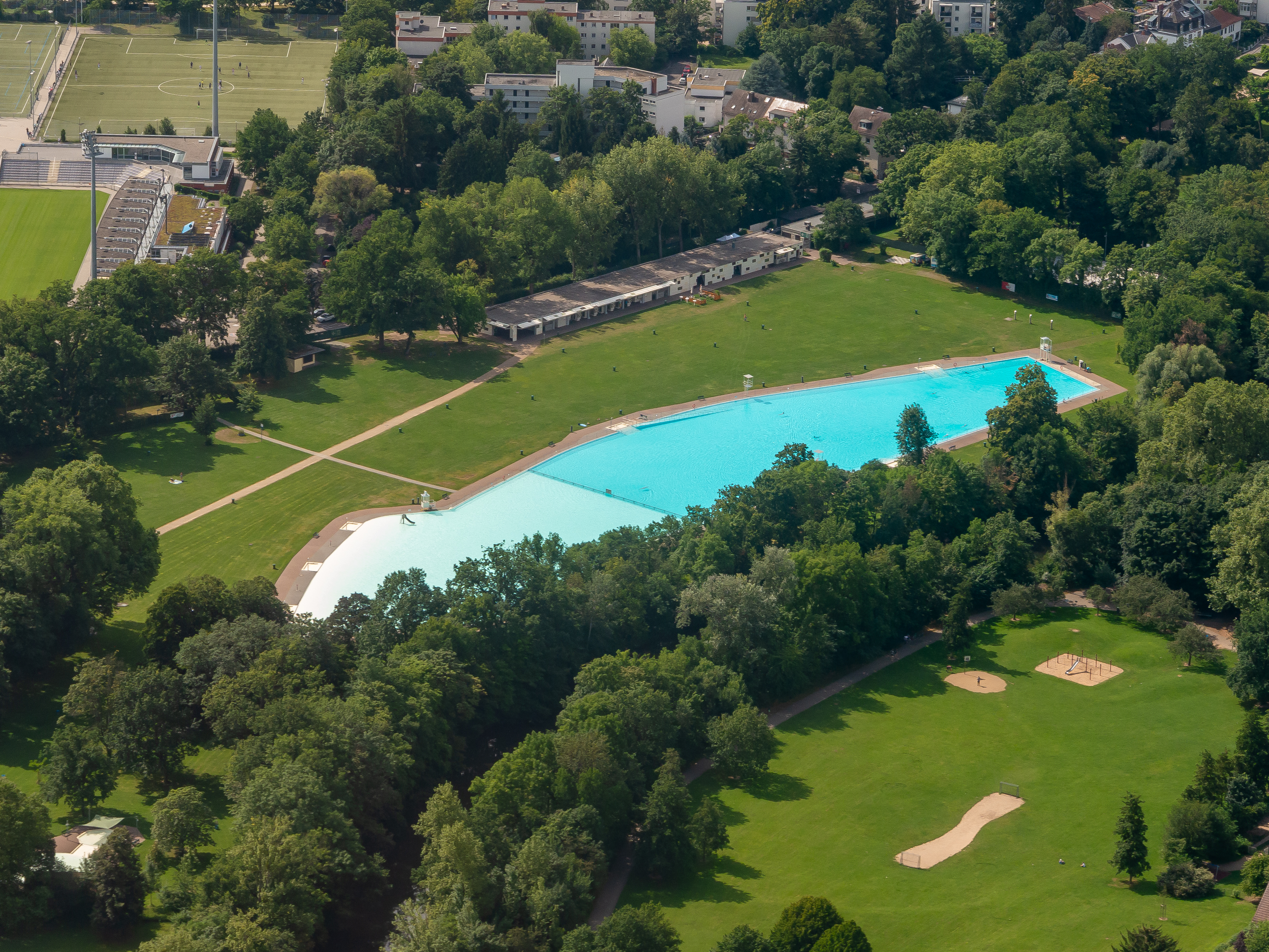
Luftansicht des Brentanobads von Norden (2021)

## Geschichte
Nach dem Erwerb des Parkgeländes durch die Stadt Frankfurt am Main im Jahre 1926 wurde 1928 das Brentanobad als naturnahes Flussschwimmbad in einem Altarm der Nidda errichtet und 1930 eröffnet.
Aufgrund sinkender Wasserqualität der Nidda wurde das Schwimmbad im Zuge des Umbaus aller Frankfurter Strandbäder in den 1960er Jahren vom Fluss getrennt. Die Neueröffnung nach dem Umbau in ein mit Steinen ausgekleidetes Beckenbad fand am 14. Mai 1966 statt.
Eine Besonderheit des Schwimmbads war, dass das Becken bis 2005 nicht über einen Wasseranschluss an das Versorgungsnetz verfügte. Das Wasser wurde aus Hydranten der Löschwasserversorgung entnommen und über Schlauchleitungen in das Becken geleitet. Die Reinigung und Füllung des Beckens zu Beginn der Freibadsaison dauerte fünf Tage und wurde in ehrenamtlicher Arbeit von den örtlichen Freiwilligen Feuerwehren übernommen.
Mit Auflösung des Sport- und Bäderamts der Stadt Frankfurt am Main ging das Brentanobad im Jahr 2003 an die BäderBetriebe Frankfurt (BBF) über, eine hundertprozentige Tochter der Stadtwerke Frankfurt am Main. Zu diesem Zeitpunkt war das gesamte Schwimmbad in einem stark sanierungsbedürftigen Zustand. Pro Saison versickerten bis zu 30.000 Kubikmeter gechlortes Wasser im Untergrund. Da sich in unmittelbarer Nähe das beheizte Hausener Freibad befindet, dessen Zustand ebenfalls nicht besser war, plante die BBF, eines der beiden Bäder zu schließen.
Daraufhin gründete sich eine Bürgerinitiative zum Erhalt des Schwimmbads. Zwischenzeitlich war unter anderem im Gespräch, das Bad in private Hand zu geben. Im Winter 2005/2006 wurden das Schwimmbecken schließlich saniert, jedoch nicht die Umkleiden und sanitären Einrichtungen. Die komplette Wassertechnik wurde erneuert, die Natursteinschrägen der Beckenränder durch glatte Schrägen ersetzt und das ganze Becken mit einer Kunststofffolie ausgekleidet. Die niedrige Heckenbepflanzung des Beckenrandes wurde durch einen umlaufenden Überlauf und eine bis an den Beckenrand reichende Pflasterung ersetzt. Die Wasserfläche vergrößerte sich so von 8.300 auf 11.000 Quadratmeter. Beckenform und das Beckenprofil mit seiner geringen Tiefenzunahme blieb erhalten. Die Wiedereröffnung fand am Wäldchestag (29. Mai) 2006 statt.

## Schwimmbecken und Ausstattung
Das Gelände östlich der Nidda – ehemals ein Teil des benachbarten Brentanoparks – hat seinen parkartigen Charakter behalten, der hauptsächlich durch den alten Baumbestand und großzügige Rasenflächen bestimmt wird.
Das Schwimmbecken hat die Form eines langgezogenen Kreissegmentes, das an den beiden Enden abgeschnitten ist. Das Becken hat eine Länge von 220 Metern, eine maximale Breite von 50 Metern und ist mit einer Wasserfläche von 11.000 Quadratmeter das größte Beckenbad Deutschlands. Die Länge des Schwimmerbereiches beträgt 125 m. Seit 2022 gibt es eine neue größere Wasserrutsche im Schwimmerbereich.
Da das Schwimmbecken unbeheizt ist, sind Beginn und Ende der Freibadsaison variabel und richten sich nach der Wetterlage. In der Regel beginnt der Schwimmbetrieb um den 1. Mai und endet um den 31. August. Die Kapazität des Areals mit rund 10.000 Besuchern wird selbst an Spitzentagen kaum ausgeschöpft.
Auf dem Gelände befinden sich neben einer großflächigen Liegewiese ein Planschbecken und Kinderspielplatz, drei Beachvolleyball-Spielfelder sowie ein Open-Air-Kino. Das Brentanobad ist durch einen Kiosk mit Biergarten bewirtschaftet. Bei gutem Besuch befindet sich häufig ein Eisverkaufswagen auf dem Gelände. Des Weiteren ist die DLRG Ortsgruppe Frankfurt-Mitte im Brentanobad beheimatet.

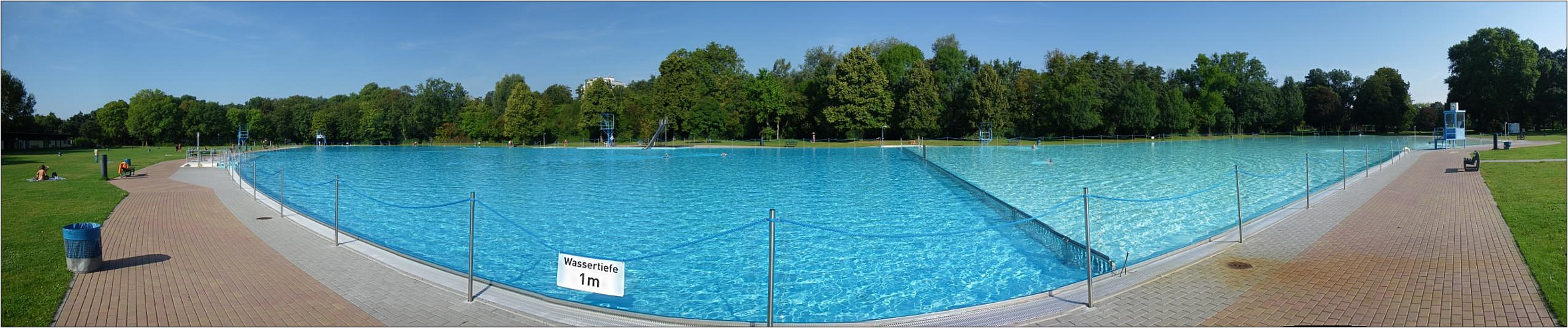
Das Becken des Brentanobades nach der Sanierung im Winter 2005/2006 (Bild vom August 2009; Panorama, daher die starke Bildkrümmung)

## Lage und Infrastruktur
Das Gelände des Brentanobads ist im Westen von der Nidda, im Osten von der Ludwig-Landmann-Straße und im Südwesten vom Rödelheimer Parkweg begrenzt, daran angrenzend befindet sich das Stadion am Brentanobad. Die Südostgrenze des Geländes bildet die Rollschuhbahn, die zwischen dem Brentanopark und dem Schwimmbadgelände liegt.
An das öffentliche Nahverkehrsnetz ist das Schwimmbad mit den nördlich gelegenen Stationen Fischstein und Hausener Weg der Stadtbahnlinie U7 erreichbar. Parallel verkehrt dort die Omnibus-Linie 34, deren Stationen Parkweg und Sternbrücke im Süden des Bads in ähnlicher Entfernung liegen.
Im Norden des Geländes befindet sich ein großer kostenpflichtiger Parkplatz, der regelmäßig auch zu anderen Zwecken – wie für Veranstaltungen in der nahegelegenen Brotfabrik oder das Open-Air-Kino – genutzt wird. Der Parkplatz ist von der A 66 über die Anschlussstelle Ludwig-Landmann-Straße in unmittelbarer Nähe erreichbar. Wegen des hohen Bedarfs an Parkplätzen ist angedacht, an seiner Stelle ein Parkhaus zu errichten, das aufgrund der Lage im Frankfurter Grüngürtel jedoch umstritten ist. 